# Galaxy Angel
Galaxy Angel (japanska: ギャラクシーエンジェル, Gyarakushī Enjeru) är en mangaserie med sina rötter i Japan. Serien skapades 2000. Senare blev den en TV-anime, producerad på studion Madhouse.